# Amphilepis antarctica
Amphilepis antarctica är en ormstjärneart som beskrevs av Jean Baptiste François René Koehler 1906. Amphilepis antarctica ingår i släktet Amphilepis och familjen sköldormstjärnor. Inga underarter finns listade i Catalogue of Life.